# 酒私風雲 (第一季)
HBO的電視劇《酒私風雲》第一季於2010年9月19日首播，2010年12月5日完結，共有12集。本劇由泰倫斯·溫特創作，根據尼爾森·強森的書籍《酒私風雲：大西洋城的出生、巔峰和腐敗》（Boardwalk Empire: The Birth, High Times, and Corruption of Atlantic City）改編而成。故事設定在禁酒時期的新澤西州大西洋城。由史提夫·布斯美飾演伊努·「努基」·湯普森（其原型是真實歷史的伊努·L·強森），他是在1920年代及1930年代的禁酒令期間躍升成為掌控大西洋城的政治人物。第一季內容發生在1920年1月至11月之間，開始於禁酒令並結束於1920年美國總統選舉。
首集的最終成本為$18,000,000，由馬田·史高西斯執導，這是電視史上最昂貴製作的試播集。
第一季得到廣泛讚賞，特別是其視覺風格和歷史準確性。在評論整合網站Metacritic上，第一季基於30個評論得分為88/100，表示「普遍讚揚」。美國電影學會命名《酒私風雲》為十大「年度最佳電視節目」之一。

## 演員

### 主要
- 史提夫·布斯美 飾 伊努·「努基」·湯普森
- 米高·彼特 飾 詹姆斯·「吉米」·達摩狄
- 凱莉·麥當勞 飾 瑪格麗特·施羅德
- 麥可·夏儂 飾 尼爾森·范奧登
- 謝伊·惠格姆 飾 艾利亞思·「伊萊」·湯普森（Elias "Eli" Thompson）
- 雅莉莎·帕拉狄諾 飾 安潔菈·達摩狄（Angela Darmody）
- 米高·舒伯 飾 阿諾·羅斯汀
- 史提芬·格拉漢姆 飾 艾爾·卡彭
- 文森特·皮亞扎 飾 查理·盧西安諾
- 帕茲·德·拉·維爾塔 飾 露西·丹席格（Lucy Danziger）
- 迈克尔·K·威廉姆斯 飾 艾伯特·「查克」·懷特（Albert "Chalky" White）
- 安東尼·拉休拉 飾 艾迪·凱斯勒（Eddie Kessler）
- 保羅·斯帕克斯 飾 米奇·道爾
- 達布尼·柯曼 飾 路易斯·凱斯納（Louis Kaestner）

### 常設
- Brady和Connor Noon 飾 Tommy Darmody
- Josie和Lucy Gallina 飾 Emily Schroeder
- Declan和Rory McTigue 飾 Teddy Schroeder
- William Hill 飾 Alderman George O'Neill
- 羅伯·哥希斯 飾 Alderman Jim Neary
- 珂茜·莫爾 飾 吉莉安·達摩狄（Gillian Darmody）
- Adam Mucci 飾 Deputy Halloran
- 埃里克·維奈爾 飾 Agent Sebso
- 格雷格·安東納奇 飾 強尼·托里奧
- 愛德華多·巴萊里尼 飾 Ignatius D'Alessio
- 馬克斯·凱塞拉 飾 Leo D'Alessio
- 彼特·麥克羅比（英语：Peter McRobbie） 飾 Supervisor Frederick Elliot
- 傑克·休斯頓 飾 理查·哈洛
- 安娜·卡塔琳娜（英语：Anna Katarina） 飾 Isabelle Jeunet
- 梅根·萊金（英语：Megan Reinking） 飾 Annabelle
- Kevin O'Rourke 飾 愛德華·L·巴德
- 阿納托爾·優素福 飾 邁爾·蘭斯基
- 湯姆·阿爾德里奇 飾 Ethan Thompson
- 史蒂芬·德羅薩 飾 埃迪·康托爾
- Pearce Bunting 飾 比爾·麥考伊
- 艾蜜莉·米德 飾 Pearl
- 傑里夫·貝爾遜（英语：Geoff Pierson） 飾 華爾特·埃奇（英语：Walter Evans Edge）
- Joseph Riccobene 飾 法蘭基·耶魯
- Joe Caniano 飾 傑克·古茲克
- 克里斯托弗·麥克唐納 飾 哈里·M·多赫蒂

## 製作

### 開發
曾擔任廣受好評的HBO劇集《黑道家族》執行製作人和編劇的艾美獎得主泰倫斯·溫特，在2008年6月4日被受聘改編非小說著作《酒私風雲：大西洋城的出生、巔峰和腐敗》。溫特早已對創作1920年代背景的電視劇很感興趣，覺得這題材在之前從未被確切地探索過。由於這個原因他決定集中他的改編作品在有關禁酒令時期的部分。2009年9月1日，宣佈奧斯卡金像獎得主導演馬田·史高西斯將會執導試播集。這是他從1986年史提芬·史匹堡的《惊异传奇》其中一集以來第一次執導的電視劇。製作方面非常野心勃勃，甚至有人猜測這會是過度大規模的電視劇。「我一直思索，『這是無意義，我們怎可能提供得到一條木板路或一個帝國？』」創作人泰倫斯·溫特說道。「我們不能稱它為「木板路帝國」（Boardwalk Empire，Boardwalk的中文意思是木板路），卻看不見一條木板路。」製作方面最終在紐約布魯克林的空地上建造了一條300尺長（91米）的木板路，成本為500萬美元。儘管有報道指預算升到5,000萬美元，但試播集的最後預算為1,800萬美元。

### 選角
「史高西斯是一塊演員磁石，」溫特評論。「每個人都想與他合作。我的牆壁上有了所有圖片，我想『我真的最好為這些人寫點好東西出來。』」在努基·湯普森的選角上（基於真實大西洋城政治老闆伊努·L·強森），溫特想盡可能偏離真實的強森。「如果我們選一個與真實努基相似的演員，我們會選擇詹姆士·甘多費尼。」揀選史提夫·布斯美作為主角的主意，是因為當時史高西斯提及到他想與這名演員合作，溫特也最清楚的曾經與他在《黑道家族》中合作過。溫特寄了劇本給布斯美，而他十分熱情地回應「我剛才想，『嘩，我幾乎後悔我讀了這劇本，因為如果我不理解劇本的話，我會很傷心。』我的回應是『泰利，我知道你在尋找其他的演員』而他說『不，不，史提夫，我說我們想要你。』」史高西斯解釋「我愛他有的水平，他的戲劇感，還有他的幽默感。」
布斯美的選角隨後不久便是米高·彼特，最著名的電影演出是《殺人習作》、《戲夢巴黎》，電視劇則是《戀愛時代》。他很快加入了凱莉·麥當勞、文森特·皮亞扎和麥可·夏儂，而夏儂剛好憑他在森·曼特斯的電影《浮生路》中的演出而得到奧斯卡提名。

### 拍攝
試播集的拍攝於2009年6月在紐約市多個地方取景。在創造劇集的視覺效果方面，公司向布魯克林特效公司Brainstorm Digital尋求幫助。《酒私風雲》視覺效果監製和Brainstorm共同創辦人Glenn Allen說「這是我們到目前為止最複雜的工作。所有東西現在都是高清，所以我們一定要處理得像一部電影。」視覺效果美術家Chris "Pinkus" Wesselman評論道：「任何時候你都可以在一段時代作品上工作，這更有趣。」他使用檔案照片、明信片和建築設計圖以盡可能準確地重建大西洋城的木板路。「我們要探索以前的大西洋城是什麼樣子，凸式碼頭是最艱難的部分之一，因為每個夏天時他們會變換新房子、新廣告。」特效公司花了兩個月的時間來完成試播集的所有視覺效果。

### 服裝設計
《酒私風雲》的服裝由John Dunn設計和馬丁·格林菲爾德裁製，基於來自流行設計學院研究圖書館的1920年代裁縫書籍和在布魯克林博物館與大都會歌劇院中找到的樣品。這些服裝也從位於紐約奧爾巴尼的Daybreak Vintage公司中租用，這間公司也會在曼哈頓經典服裝展（Manhattan Vintage Clothing Show）上展出作品。Dunn的設計非常仔細，包括為努基的襯衫而設的一個衣領針，甚至盡量為西服料而特別訂購毛織品。

### 馬田·史高西斯的貢獻
馬田·史高西斯比創作人泰倫斯·溫特早加入拍攝。他執導試播集及建立了劇集的外觀，而其他導演後來仿效他以達至連貫性。他也是劇集的其中一個執行製作人。溫特陳述史高西斯介入選角決定和檢查所有的剪接和樣片。直到劇集第一季的拍攝為止，史高西斯與溫特會在每個星期日下午會面，以評估在一週期間所發生的事。史高西斯繼續創造性地參與正在進行的製作，但不會再執導任何集數。

## 集數
| 總集數 | 集數 （季） | 標題                   | 導演            | 編劇                          | 首播日期       | 美國收視人數 （百萬） |
| ------ | ----------- | ---------------------- | --------------- | ----------------------------- | -------------- | --------------------- |
| 1      | 1           | "Boardwalk Empire"     | 馬田·史高西斯   | 泰倫斯·溫特                   | 2010年9月19日  | 4.81                  |
| 2      | 2           | "The Ivory Tower"      | 提姆·范恩·派頓  | 泰倫斯·溫特                   | 2010年9月26日  | 3.33                  |
| 3      | 3           | "Broadway Limited"     | 提姆·范恩·派頓  | 瑪格麗特·納格                 | 2010年10月3日  | 3.41                  |
| 4      | 4           | "Anastasia"            | 傑里米·珀德斯瓦 | 勞倫斯·康納 及 瑪格麗特·納格  | 2010年10月10日 | 2.57                  |
| 5      | 5           | "Nights in Ballygran"  | 亞倫·泰勒       | 勞倫斯·康納                   | 2010年10月17日 | 2.85                  |
| 6      | 6           | "Family Limitation"    | 提姆·范恩·派頓  | 侯活·科德                     | 2010年10月24日 | 2.81                  |
| 7      | 7           | "Home"                 | 艾倫·庫爾特     | 提姆·范恩·派頓 及 保羅·西姆斯 | 2010年10月31日 | 2.67                  |
| 8      | 8           | "Hold Me in Paradise"  | 布萊恩·柯克     | 梅格·傑克遜                   | 2010年11月7日  | 3.21                  |
| 9      | 9           | "Belle Femme"          | 布拉德·安德森   | Steve Kornacki                | 2010年11月14日 | 2.98                  |
| 10     | 10          | "The Emerald City"     | 西蒙·塞蘭·瓊斯  | 勞倫斯·康納                   | 2010年11月21日 | 3.05                  |
| 11     | 11          | "Paris Green"          | 艾倫·庫爾特     | 侯活·科德                     | 2010年11月28日 | 3.00                  |
| 12     | 12          | "A Return to Normalcy" | 提姆·范恩·派頓  | 泰倫斯·溫特                   | 2010年12月5日  | 3.29                  |

## 外部連結
- 官方网站
- 《Boardwalk Empire》各集列表 来自互联网电影数据库